# Masashi Abe
Masashi Abe (阿部雅司?, Abe Masashi; Obira, 13 agosto 1965) è un ex combinatista nordico giapponese.

## Biografia
In Coppa del Mondo esordì il 27 febbraio 1987 a Lahti (7°) e ottenne il primo podio il 23 marzo 1991 a Sankt Moritz (2°).
In carriera prese parte a tre edizioni dei Giochi olimpici invernali, Calgary 1988 (31° nell'individuale, 9° nella gara a squadre), Albertville 1992 (30° nell'individuale) e Lillehammer 1994 (10° nell'individuale, 1° nella gara a squadre), e a cinque dei Campionati mondiali, vincendo tre medaglie.

## Palmarès

### Olimpiadi
- 1 medaglia:
  - 1 oro (gara a squadre a Lillehammer 1994)

### Mondiali
- 3 medaglie:
  - 2 ori (gara a squadre a Falun 1993; gara a squadre a Thunder Bay 1995)
  - 1 bronzo (gara a squadre a Val di Fiemme 1991)

### Coppa del Mondo
- Miglior piazzamento in classifica generale: 4º nel 1993
- 4 podi (tutti individuali):
  - 2 secondi posti
  - 2 terzi posti